# Bedburn
Bedburn – wieś w Anglii, w hrabstwie Durham. Leży 21 km na południowy zachód od miasta Durham i 371 km na północ od Londynu.